# Кинг, Питер, 1-й барон Кинг
Питер Кинг, 1-й барон Кинг (1669 — 22 июля 1734) — английский юрист и государственный деятель. Лорд-канцлер Англии в 1725—1733 годах.
Питер Кинг родился в Эксетере в 1669 году в семье торговца Джерома Кинга и его супруги Анны Локк, дочери Питера Локка, дяди известного философа. После обучения в Эксетере в диссентерской академии Джозефа Халлета выказал большее желание к продолжению учёбы, чем ведению семейного бизнеса. Сферой его интересов было пресвитерианство и ранняя история христианской церкви. В 1691 году он опубликовал анонимно трактат An Enquiry into the Constitution, Discipline, Unity and Worship of the Primitive Church that flourished within the first Three Hundred Years after Christ. Произведение заинтересовало его знаменитого кузена, который убедил отца Кинга отправить Питера в Лейденский университет. Там Питер Кинг провёл три года. 23 октября 1694 года поступил в Миддл Темпл и принят в адвокатуру в 1698 году по рекомендации Джорджа Треби. Быстро сделав юридическую и политическую карьеру, в 1701 году Кинг стал членом парламента от Бир Олстона, Девон, присоединившись к партии вигов. Занимая этот пост до 1715 года. В 1705 году он был назначен рекордером Гластонбери, и Лондона в 1708 году. В том же году Кингу было присвоено рыцарское звание. В 1710 году он был одним из тех, кто добился отставки Генри Сачеверела. В 1713 году Кинг защищал от обвинений в ереси Уильяма Уистона. С 1714 по 1725 год Кинг возглавлял Суд общих тяжб. На этом поприще он проявил себя как способный и авторитетный судья. С именем Кинга связана формулировка ряда важный правовых положений и прецедентов. В 1725 году Кинг стал пэром и занял пост лорда спикера Палаты лордов.
В ноябре 1728 года Кинг стал Феллоу Королевского общества. Он умер 22 июля 1734 года в Окхэме, Суррей.
В 1704 году Кинг вступил в брак с Анной Зейз (Anne Seys), в браке с которой имел двух дочерей и четырёх сыновей, каждый из которых наследовал ему в качестве барона Кинга.